# Italo Insolera
Italo Insolera (Torino, 7 febbraio 1929 – Roma, 27 agosto 2012) è stato un architetto, urbanista e storico dell'architettura italiano.
Pubblicò numerosi libri e saggi soprattutto sulle vicende e sulle condizioni economiche, sociali e culturali della realtà urbana, interrogandosi anche sulla funzione della città antica in rapporto allo sviluppo delle metropoli. La sua attività professionale e universitaria si orientò nella stessa direzione, con prevalenza quindi di lavori di restauro e piani regolatori di città storiche e di complessi ambientali. Si interessò particolarmente al rapporto fra archeologia e città moderna, affrontando i problemi di un corretto recupero della città antica mediante una serie di proposte di limitazione del traffico, pedonalizzazione, restauro, che sono state in parte adottate dalle amministrazioni comunali, specie a Roma.

## Biografia
Nacque a Torino nel 1929 da madre piemontese e padre siciliano (Filadelfo Insolera, uno “tra i pochi pionieri della scienza finanziaria-attuariale in Italia”), fratello minore di Delfino (direttore editoriale alla Zanichelli negli anni ’70 e ’80) e di Melina (docente di liceo e autrice di testi di grammatica italiana, latina e greca). La famiglia si trasferì a Roma quando Italo aveva cinque anni.
Nel 1953 si laureò in Architettura all'Università degli Studi di Roma La Sapienza, nel 1954 conseguì l'abilitazione alla professione e nel 1960 la libera docenza in urbanistica. Nel 1959 sposò Anna Maria Bozzola (architetto, autrice nei primi anni ’60 di un corso di educazione artistica – per Lattes Editori – che si imporrà come testo di riferimento nel panorama della nuova scuola media unificata): sarà la sua compagna per tutta la vita. Nel 1962 pubblicò Roma moderna. Un secolo di storia urbanistica, il primo libro a trattare la storia urbanistica di Roma dall'Unità ad oggi.
Dal 1963 al 1971 incaricato all'Istituto Universitario di Architettura di Venezia. Dal 1971 fu iscritto all'Albo degli esperti di pianificazione territoriale. Dal 1971 al 1983 fu professore ordinario di Storia urbana alla Scuola di Architettura dell'Università di Ginevra (oggi Haute École du paysage, d’ingénierie et d’architecture). Tenne corsi e seminari presso le Università di Roma, Firenze, Napoli, Parigi, Kassel, Barcellona, Madrid.
Durante il periodo di docenza a Ginevra fondò e diresse per quattro anni il Centre de Recherche sur la Rénovation Urbaine, con contributo del Fondo nazionale svizzero per la ricerca scientifica. Insolera fu a lungo protagonista di tante battaglie ambientali volte alla conservazione e alla tutela del paesaggio, al recupero e alla difesa del patrimonio storico e architettonico delle città.
Morì all'età di 83 anni all'alba del 27 agosto 2012 nella sua abitazione nel quartiere Monteverde di Roma, per cause naturali. Grande il rimpianto fra gli urbanisti italiani.
Dal 2003 tutta la documentazione e i materiali dell'attività professionale di Insolera, dichiarati "di notevole interesse storico", sono sottoposti a vincolo della Soprintendenza archivistica.

## Urbanistica

### Pianificazione territoriale
- 1963 – 1964. Coste del Gargano.
- 1965 – 1966. Provincia di Teramo.
- 1965 – 1970. Coste e territorio della Gallura.
- 1968 – 1969. Coste della provincia di Nuoro.
- 1973 – 1976. Appennino Umbro.
- 1984 – 1992. Parco archeologico di Capo Colonna a Crotone.
- 1982 – 1992. Parchi nei comuni di Suvereto, Campiglia Marittima, Piombino (provincia di Livorno) e Follonica (provincia di Grosseto).
- 1985. Piano territoriale - paesistico della Regione Emilia-Romagna (in applicazione della L.431/85).

### Piani regolatori generali
- 1956. Porto Empedocle (AG), piano di ricostruzione.
- 1957. Rivisondoli (AQ), piano di ricostruzione.
- 1967 – 1972. Piani coordinati di Cecina, Bibbona, Castagneto Carducci, San Vincenzo, Sassetta (Prov. Livorno; in collaborazione).
- 1969 – 1970. Programmi di fabbricazione coordinati di Dorgali, Orosei, Siniscola (Prov. Nuoro; in collaborazione).
- 1973 – 1978. Livorno, PRG.
- 1988 – 1996. Pitigliano (GR), PRG (in collaborazione).
- 1989 – 1994. Correggio (RE) PRG (in collaborazione).
- 1997 – 1999. Piano strutturale di Lucca (in collaborazione).

### Parchi e quartieri
- 1957. Quartiere INACasa a Siracusa S. Panagìa (in collaborazione).
- 1958. Quartiere INACasa a Napoli Soccavo (in collaborazione).
- 1962. Quartiere INACasa a Caserta (in collaborazione).
- 1971 - 1978. Quartiere di edilizia economica e popolare a S. Vincenzo (Livorno; in collaborazione).
- 1980 - 1981. Piani particolareggiati per Castagneto Carducci (Livorno; in collaborazione).
- 1982 - 1984. PIP (Piani per insediamenti produttivi) di villaggi turistici a Piombino (Livorno; in collaborazione).
- 1988 - Piano di fattibilità per il Parco Archeologico di Gabi (Roma; in collaborazione).
- 1988 - 1989. Collaborazione con Leonardo Benevolo e Pier Luigi Cervellati per gli studi per il Piano Particolareggiato del centro storico di Palermo, per incarico dell'Amministrazione Comunale (Sindaco: Leoluca Orlando).
- 1996. Preliminari al Piano di Assetto del Parco dell'Appia Antica a Roma,
- 1997. ANAS, Sottopasso alla via Appia Antica del Raccordo anulare di Roma, progetto ambientale.
- 2000. Soprintendenza archeologica di Roma, Comprensorio di Tormarancia, Studio paesaggistico ambientale (in collaborazione).
- 2005. Rimigliano srl (San Vincenzo, LI), progetto di Parco naturale e restauro poderi (in collaborazione).

### Consulenze
- 1965. Ministero dei lavori pubblici, Commissione per i provvedimenti da adottare sulle strade alberate per la sicurezza del traffico e la salvaguardia delle bellezze naturali.
- 1966. Comune di Roma, Commissione per lo studio delle Isole pedonali.
- 1966-1969. Automobile Club d'Italia, Commissione traffico e circolazione.
- 1981-1982. Comune di Napoli, Commissariato straordinario del per la ricostruzione dopo il terremoto del 1981.
- 1981-1982. Programma intergovernativo Egitto Italia, Il Cairo, studio di fattibilità per il restauro e il recupero della Cittadella.
- 1981-1982. Comune di Roma, Commissione per lo studio dei problemi connessi con la realizzazione del Parco archeologico del centro storico.
- 1988-1990. Museo di storia naturale della Provincia di Livorno, membro del Consiglio d'Amministrazione.
- 1988-1992. Ministero dei beni culturali e ambientali, membro del Consiglio Nazionale.
- 1990-1992. Provincia di Bologna, pianificazione territoriale.
- 1994-1995. Comune di Roma, Assessorato alla mobilità.
- 1995-1996. ATAC, Roma.
- Consiglio d'Europa, membro delle commissioni per i piani di restauro e recupero dei centri storici di Toledo (1982), Salamanca (1984) e Antigua-Guatemala (1997).
- Consiglio d'Europa, relatore generale ai convegni di Ferrara (1978), Strasburgo (1982), Lilla (1983).

## Architettura
- 1958-1964. Biblioteca Nazionale di Torino. In collaborazione con Massimo Amodei, Pasquale Carbonara, Aldo Livadiotti, Antonio Quistelli.
- 1958. Asilo d'infanzia, Rivisondoli (AQ).
- 1959. Asilo d'infanzia, Pescocostanzo (AQ).
- 2001. Memorial of Moses, Monte Nebo (Giordania), studi.
- 2003. Progetto per il Teatro Puccini a Torre del Lago, Viareggio. In collaborazione con Mauro Ciampa, Raffaello Bartelletti.

## Restauri
- 1963-1965-1967. Case nel centro di Anguillara Sabazia (RM).
- 1971. Casa nel centro storico di Tropea (VV).
- 1980. Casa nel centro storico di Castagneto Carducci (LI).
- 1978-1980 e 1993-1994. Case romane a Via San Paolo alla Regola a Roma (in collaborazione).
- 1990. Casa delle Bifore adibita ad Archivio Comunale a Piombino (Livorno; in collaborazione).
- 1990. Chiostro di San Francesco a Suvereto (Livorno; in collaborazione).
- 1989-1992. Centro Meucci a Suvereto (LI): restauro di un antico casale adibito a centro residenziale per ragazzi a rischio (in collaborazione).
- 1990-1995. Villa Poniatowski a Roma, da adibire a sede della Collezione Castellani e ampliamento del Museo Nazionale Etrusco di Villa Giulia, progetto di massima.
- 1991-1994. Casa sul Lago Maggiore (VB).
- 1996. Torre La Pievaccia a Follonica (Grosseto; in collaborazione).
- 2000-2001. Poderi Stalloni a Suvereto (LI): restauro di antichi casali adibiti a ostello e sala polivalente per la Parchi Val di Cornia spa (in collaborazione).

## Mostre e esposizioni
- 1997: Via Appia-Sulle rovine della magnificenza antica, fondazione Memmo, Palazzo Ruspoli Roma, progetto allestimento.
- In collaborazione con il Museo Granet, Aix-en-Provence:
  - 1996: Paesaggi perduti - Granet a Roma 1802-1824, American Academy in Rome. Comitato scientifico.
  - 2000: Alla ricerca della luce - I pittori di Aix-en-Provence dal XVIII al XX Secolo, Comune di Perugia, Palazzo della Penna. Curatore mostra e catalogo.
  - 2000-2001: Frondose arcate. Il Colosseo prima dell'archeologia, Soprintendenza archeologica romana, Palazzo Altemps. Progetto e allestimento, catalogo.
- 2002-2003: Roma tra le due guerre (collaborazione A.M.Sette): 1º Museo di Roma in Trastevere; 2º Casa dell'Architettura, Roma. Progetto e allestimento
- 2002-2003: Dall'Augusteo all'Auditorium (coll. A.M.Sette), per l'inaugurazione dell'Auditorium Parco della Musica Roma. Progetto, allestimento, catalogo.

## Concorsi
- 1955. Sistemazione urbanistica della Valletta di Belfiore a Mantova, in collaborazione, 1º premio ex – aequo.
- 1955. Formazione di gruppi di progettisti INACasa, idoneo.
- 1957. Piano Regolatore Generale di Venezia, in collaborazione.
- 1957. Biblioteca Nazionale di Torino, in collaborazione, 1º premio ex - aequo, realizzato.
- 1958. Applicazioni del Plastirivmel, IV concorso, 2º premio, realizzato.
- 1964. Costituzione degli albi dei progettisti GESCAL idoneo.
- 1965. Selezione di progettisti ISES, idoneo.
- 1966. Ampliamento del Parlamento a Roma.
- 1971. Nuova sede dell'Università di Firenze, in collaborazione, 2º premio.
- 1982. Restauro del Castello di Piombino (LI), in collaborazione.
- 2003. Teatro Puccini a Torre del Lago, Viareggio, in collaborazione, vincitore.

## Pubblicazioni

### Libri
- Roma moderna. Un secolo di storia urbanistica. 1870-1970. Torino, Einaudi, 1962 – 1993 – 2001. ISBN 88-06-15931-3.
- Il quartiere barocco di Roma (con Italo Zannier), Roma, Ed. LEA, 1967.
- Coste d'Italia. Roma, ENI 1967 - 1971, 5 volumi (con collaboratori).
- Monti d'Italia. Roma, ENI 1972 - 1975, 4 volumi (con collaboratori).
- Città di Torino, La collina di Torino, Padova, Marsilio, 1972 (coautore della Parte Prima - "Indagini valutative sul comprensorio collinare").
- L'urbanistica, in "Storia d'Italia". Torino, Einaudi, 1973.
- La città e la crisi del capitalismo. Roma, Edizioni Laterza, 1978 (con collaboratori).
- Roma. Immagini e realtà dal X al XX secolo. Roma, Edizioni Laterza, 1980. ISBN 978-88-420-1758-5.
- Parchi naturali: l'esperienza di Rimigliano (con Luigi Gazzola). Roma, Edizioni delle autonomie, 1982.
- Storia moderna dei Fori di Roma (con Francesco Perego), Roma, Edizioni Laterza, 1983. ISBN 978-88-420-5910-3.
- L'EUR e Roma dagli anni Trenta al Duemila (con Luigi Di Majo), Roma, Edizioni Laterza, 1986. ISBN 88-420-2797-9.
- Roma (con collaboratori). TCI, 1986. ISBN 88-365-0284-9.
- La villa Huffer, una dimora romana dell'Ottocento. Roma, Istituto italiano di credito fondiario, 1991 (con collaboratori).
- In via delle Muratte. Un edificio e l'intorno nella storia di Roma. Roma, Ed. Mediocredito di Roma, 1993 (con collaboratori).
- Roma e il Giubileo del secondo Millennio. Roma, Edizioni Mediocredito di Roma, 1995 (con collaboratori).
- Paesaggi perduti, Granet a Roma 1802 – 1824, American Academy in Rome. Roma, Electa, 1996 (collaborazione al catalogo). ISBN 88-435-5894-3.
- Via Appia, Sulle ruine della magnificenza antica. Mostra a Palazzo Ruspoli, per la Fondazione Memmo e la Soprintendenza archeologica di Roma, allestimento generale e catalogo. Roma, Leonardo Arte, 1997 (con collaboratori). ISBN 88-7813-776-6.
- Frondose arcate, Il Colosseo prima dell'archeologia. Electa, Roma 2000, progetto e coordinamento generale (con collaboratori). ISBN 88-435-7831-6.
- Roma fascista attraverso la documentazione dell'Istituto Luce. Roma, Editori Riuniti, 2001. (ISBN 88-359-5028-7).
- Roma tra le due guerre. Cronache da una città che cambia (con Alessandra Maria Sette), Roma, Palombi Editore, 2003. ISBN 88-7621-412-7.
- Dall'Augusteo all'Auditorium (con Alessandra Maria Sette), Roma, Ed. Musica per Roma, Collana dell'Auditorium n. 1, 2003. ISBN 88-900980-3-1.
- L'occhio e la memoria: Porto Empedocle 1950 (con Andrea Camilleri). Roma, Palombi Editore, 2007. ISBN 978-88-6060-089-9.
- Saper vedere l'ambiente, Roma, De Luca Edizioni d'Arte, 2008. ISBN 88-8016-792-8.
- Avanti c'è posto. Storie e progetti del trasporto pubblico a Roma (con Walter Tocci e Domitilla Morandi). Roma, Donzelli Editore, 2008. ISBN 978-88-6036-276-6.
- Roma, per esempio. Le città e l'urbanista. Roma, Donzelli Editore, 2010. ISBN 978-88-6036-458-6.
- Roma moderna. Da Napoleone I al XXI secolo (nuova edizione ampliata con la collaborazione di Paolo Berdini). Torino, Einaudi, 2011. ISBN 978-88-06-20876-9.
- Modern Rome: From Napoleon to the Twenty-First Century (prima edizione inglese paperback, basata sull'edizione 2011; a cura di Lucia Bozzola, Roberto Einaudi, Marco Zumaglini). Newcastle, Cambridge Scholars Publishing, 2021. ISBN 978-1-5275-4795-7.
- Il Centre de recherche sur la rénovation urbaine ha pubblicato: Atlas du territoire genevois – Permanences et modifications cadastrales aux XIXe et XXe Siècles (Atlante del territorio ginevrino - Permanenze e modificazioni catastali nei secoli XIX e XX). 7 volumi, prefazione di A.Corboz. Ginevra, Georg Ed., 1983-1998.[7]

### Riviste e quotidiani
Articoli apparsi su: Ferrania, Architettura, Urbanistica, Comunità, Casabella, Zodiac, Architèse, Werk, Centro Sociale, Ulisse, Paese Sera, Il Messaggero, il manifesto, la Repubblica, Il Corriere della Sera.

## Collaborazioni radio-televisive
- RAI Radio Televisione italiana
- Radio Tv de la Suisse Romande

## Premi
- Premio Fondazione Aldo Della Rocca, 1954.[8]
- Premio INARCH per la critica storica, 1964.[9]
- Premio Cervia, 1970.
- Premio Fondo per l'Ambiente Italiano (FAI), 2008.